# Copa América de 1993
A Copa América de 1993, foi a 36° edição do principal torneio sul-americano, foi disputada entre os dias 15 de junho a 4 de julho de 1993, participaram doze seleções sendo dez filiadas a CONMEBOL, mais duas filiadas a CONCACAF (México e Estados Unidos).
A final foi disputada no dia 4 de julho de 1993, entre as seleções da Argentina e do México, e os Argentinos faturaram a sua 14° taça de Copa América após derrotar o México por 2-1.

## Seleções participantes
As 12 seleções seguem abaixo:
Grupo A:
Equador (Classificação final: 4o lugar na classificação total)
Uruguai (Classificação final: eliminado nas quartas de final)
Venezuela (Classificação final: 3o lugar no grupo)
Estados Unidos da América (Classificação final: 4o lugar no grupo)

Grupo B:
Peru (Classificação final: eliminado nas quartas de final)
Brasil ( Classificação final: eliminado nas quartas de final)
Paraguai (Classificação final: eliminado nas quartas de final)
Chile (Classificação final: 4o lugar no grupo)

Grupo C:

Colômbia (Classificação final: 3o colocado na classificação total)
Argentina (Classificação final: Campeão (14o título))
México (Classificação final: Vice-campeão)
Bolívia (Classificação final: 4o colocado no grupo)

## Primeira fase
Nesta parte da competição, as doze seleções participantes da competição foram divididas em três grupos de quatro. Classificam-se os dois primeiros de cada grupo e os dois melhores terceiros lugares para as quartas de final. Caso duas equipes terminem empatadas em números de pontos, são aplicados os seguintes critérios de desempate, pela ordem:
- Maior saldo de gols.
- Maior quantidade de gols marcados.
- Confronto direto entre as seleções empatadas.

Abaixo seguem a classificação e os resultados.

### Grupo A
| Pos. | Seleção        | P | J | V | E | D | GP | GC | SG |
| ---- | -------------- | - | - | - | - | - | -- | -- | -- |
| 1°   | Equador        | 6 | 3 | 3 | 0 | 0 | 10 | 2  | 8  |
| 2°   | Uruguai        | 3 | 3 | 1 | 1 | 1 | 4  | 4  | 0  |
| 3°   | Venezuela      | 2 | 3 | 0 | 2 | 1 | 6  | 11 | -5 |
| 4°   | Estados Unidos | 1 | 3 | 0 | 1 | 2 | 3  | 6  | -3 |

Partidas realizadas:
15 de junho:
- Equador 6-1  Venezuela.

16 de junho:
- Uruguai 1-0  Estados Unidos.

19 de junho:
- Uruguai 2-2  Venezuela.
- Equador 2-0  Estados Unidos.

22 de junho:
- Venezuela 3-3  Estados Unidos.
- Equador 2-1  Uruguai.

### Grupo B
| Pos. | Seleção  | P | J | V | E | D | GP | GC | SG |
| ---- | -------- | - | - | - | - | - | -- | -- | -- |
| 1°   | Peru     | 4 | 3 | 1 | 2 | 0 | 2  | 1  | 1  |
| 2°   | Brasil   | 3 | 3 | 1 | 1 | 1 | 5  | 3  | 2  |
| 3°   | Paraguai | 3 | 3 | 1 | 1 | 1 | 2  | 4  | -2 |
| 4°   | Chile    | 2 | 3 | 1 | 0 | 2 | 3  | 4  | -1 |

Partidas realizadas:
18 de junho:
- Paraguai 1-0  Chile.
- Brasil 0-0  Peru.

21 de junho:
- Paraguai 1-1  Peru.
- Chile 3-2  Brasil.

24 de junho:
- Peru 1-0  Chile.
- Brasil 3-0  Paraguai.

### Grupo C
| Pos. | Seleção   | P | J | V | E | D | GP | GC | SG |
| ---- | --------- | - | - | - | - | - | -- | -- | -- |
| 1°   | Colômbia  | 4 | 3 | 1 | 2 | 0 | 4  | 3  | 1  |
| 2°   | Argentina | 4 | 3 | 1 | 2 | 0 | 3  | 2  | 1  |
| 3°   | México    | 2 | 3 | 0 | 2 | 1 | 2  | 3  | -1 |
| 4°   | Bolívia   | 2 | 3 | 0 | 2 | 1 | 1  | 2  | -1 |

Partidas realizadas:
16 de junho:
- Colômbia 2-1  México.

17 de junho:
- Argentina 1-0  Bolívia.

20 de junho:
- Argentina 1-1  México.
- Colômbia 1-1  Bolívia.

23 de junho:
- México 0-0  Bolívia.
- Argentina 1-1  Colômbia.

## Quartas de Final
26 de junho:
- Equador 3-0  Paraguai.
- Colômbia 1 (5)-(3) 1  Uruguai.

27 de junho:
- Argentina 1 (6)-(5) 1  Brasil.
- México 4-2  Peru.

## Semifinais
30 de junho:
- México 2-0  Equador.

1 de julho:
- Argentina 0 (6)-(5) 0  Colômbia.

## Decisão do Terceiro Lugar
3 de julho:
- Colômbia 1-0   Equador.

## Final
4 de julho:
- Argentina 2-1  México.

| Campeão da Copa América: |
| ------------------------ |
| Argentina 14º Título     |

## Classificação final
- 1º -  Argentina
- 2º -  México
- 3º -  Colômbia
- 4º -  Equador
- 5º -  Peru
- 6º -  Brasil
- 7º -  Uruguai
- 8º -  Paraguai
- 9º -  Venezuela
- 10º -  Chile
- 11º -  Bolívia
- 12º -  Estados Unidos

## Campanha do Brasil
O Brasil foi treinado por Carlos Alberto Parreira.

### Artilheiros
3 gols
- Palinha

2 gols
- Müller

1 gol
- Edmundo

### Assistências
2 Assistências
- Müller

1 Assistência
- Palinha
- Zinho
- Antônio Carlos Zago